# Fultodromia nodipes
Fultodromia nodipes is een krabbensoort uit de familie van de Dromiidae. De wetenschappelijke naam van de soort is voor het eerst geldig gepubliceerd in 1832 door Guérin.